# Wiktar Bura
Wiktar Bura (biał. Віктар Бура; ros. Виктор Павлович Буря, Wiktor Pawłowicz Buria; ur. 1953 w Piestowie, obwód nowogrodzki, ZSRR) – białoruski polityk, wicepremier Białorusi od maja 2006 do 2010.

## Kariera polityczna
Wiktar Bura w 1975 ukończył Białoruski Instytut Techniczny. Od 1975 do 1977 odbywał służbę wojskową.
- 1977-1980 - inżynier w Stowarzyszeniu Produkcji Przemysłowej w Mińsku
- 1980-186 - szef Departamentu Przemysłu i Transportu Komunistycznej Partii Białorusi w Mińsku
- 1986-1998 - wicedyrektor Stowarzyszenia Badań i Produkcji INTEGRAL, wicedyrektor Zakładu Przemysłowego Półprzewodników
- 1998-2000 - wiceprzewodniczący administracji rejonu październikowego Mińska
- 2000-2004 - przewodniczący administracji dystryktu oktiabrskiego w Mińsku
- 2004-2006 - wiceprzewodniczący Miejskiego Komitetu Wykonawczego Mińska
- 2006-2010 - wicepremier w rządzie premiera Siarhieja Sidorskiego
- 2011-2016 - ambasador w Chinach i w Mongolii